# Zojczene
Zojczene (bułg. Зойчене) – wieś w Bułgarii, w obwodzie Błagojewgrad, w gminie Petricz. Według danych szacunkowych Ujednoliconego Systemu Ewidencji Ludności oraz Usług Administracyjnych dla Ludności, 15 czerwca 2020 roku miejscowość liczyła 40 mieszkańców.

## Historia
Według sekretarza egzarchatu Dimityra Miszewa w 1905 r. Zajczone zamieszkiwało 416 Bułgarów. Wszyscy lokalni chrześcijanie podlegali egzarchatowi bułgarskiemu.